# Manuel León Hoyos
Manuel León Hoyos (nascut el 10 de febrer de 1989), és un jugador d'escacs mexicà, que té el títol de Gran Mestre des de 2008. Campió de Mèxic, ha estat el primer jugador del país que ha trencat la barrera dels 2.600 punts Elo, cosa que va aconseguir a la Llista d'Elo de la FIDE d'octubre de 2012. Vassil Ivantxuk l'ha fet servir com a segon ocasionalment en diverses ocasions.
Actualment estudia a la Universitat Webster de St. Louis, Missouri i forma part del programa SPICE, promogut per l'excampiona del món femenina Susan Polgar. La Universitat Webster és l'equip número u dels Estats Units.
Tot i que roman inactiu des del febrer de 2018, a la llista d'Elo de la FIDE del setembre de 2020, hi tenia un Elo de 2491 punts, cosa que en feia el jugador número 3 de Mèxic. El seu màxim Elo va ser de 2.603 punts, a la llista d'octubre de 2012 (posició 227 al rànquing mundial).

## Resultats destacats en competició
El 2010, va empatar al primer lloc amb Mikhail Kobalia a l'Arctic Chess Challenge, a Tromsø, Noruega. Va prendre part a la Copa del Món d'escacs de 2011, a Rússia però hi fou eliminat per Aleksei Xírov. El juliol de 2011 fou tercer a l'Obert de Sant Martí (el campió fou Levan Aroshidze). El 2012 es va proclamar campió de Mèxic.
Va guanyar l'edició de 2012 de l'US Open celebrada a Vancouver, Washington, amb un total de 8 punts (7 victòries, 2 taules) entaulant la ronda final contra el GM Yasser Seirawan.
El juny de 2013 va empatar als llocs 1r a 5è al Las Vegas Chess Festival amb Jaan Ehlvest, Varuzhan Akobian, Alejandro Ramírez, Enrico Sevillano i Wesley So (aquest darrer fou el campió).